# Blagoje Mitić
 Blagoje Mitić (7 maart 1941) is een Joegoslavisch voormalig voetballer. Van 1959 tot 1964 speelde hij als middenvelder meer dan honderd wedstrijden bij Rode Ster Belgrado dat in die periode twee keer het kampioenschap en twee keer de Joegoslavische voetbalbeker won. In 1964 maakte hij de transfer naar Willem II. Ook heeft Mitić gevoetbald voor FK Radnički Niš. Hij eindigde zijn carrière als trainer bij diverse teams

## Carrièreoverzicht
| Seizoen  | Club               | Competitie | Wedstrijden | Doelpunten |
| -------- | ------------------ | ---------- | ----------- | ---------- |
| 1959-'64 | Rode Ster Belgrado | Prva Liga  | ?           | ?          |
| 1964-'67 | Willem II          | Eredivisie | ?           | ?          |